# فرودگاه نونوکان

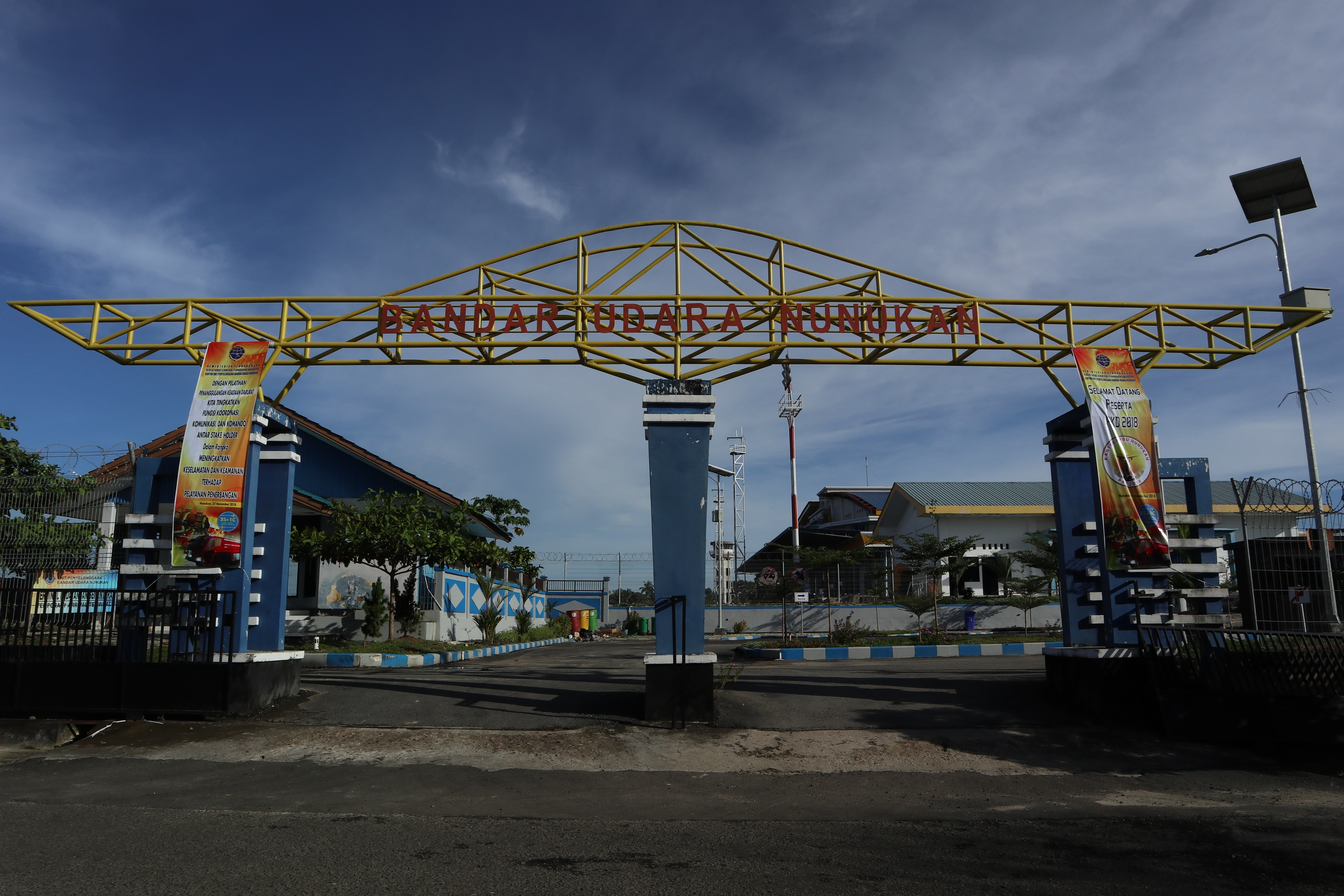
قابی از فرودگاه نونوکان در سال۲٠۱۸

فرودگاه نونوکان (به انگلیسی: Nunukan Airport) (به زبان بومی: Bandar Udara Nunukan) یک فرودگاه همگانی با کد یاتا NNX است که یک باند فرود آسفالت دارد و طول باند آن ۹۰۰ متر است. این فرودگاه در کشور اندونزی قرار دارد .